# Liste elektrischer Bauelemente
Dieser Artikel listet elektrische bzw. elektronische Bauelemente auf (auch Bauteile genannt), die man für Schaltungen in der Elektrotechnik bzw. Elektronik benötigt.

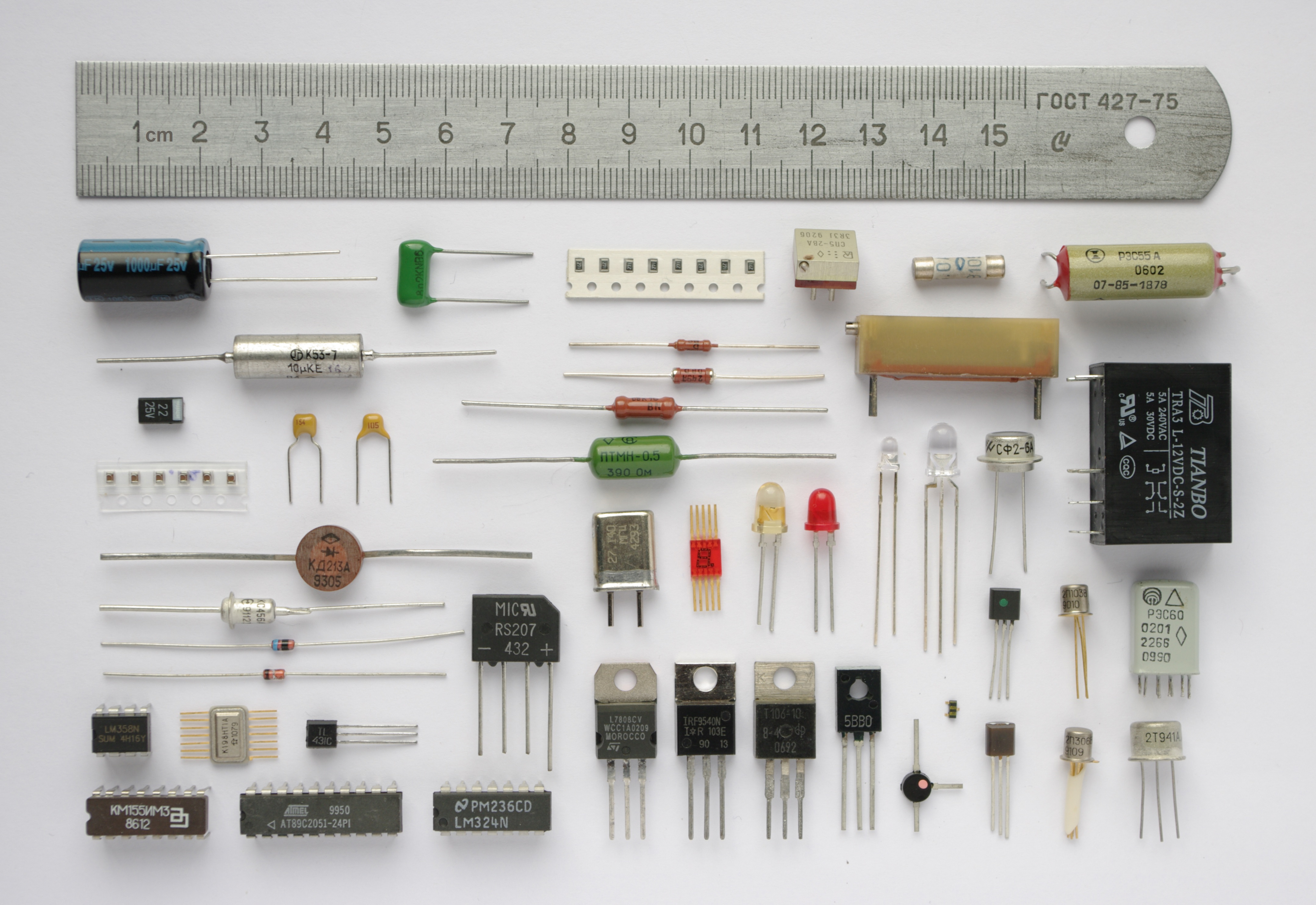
Verschiedene elektronische Bauelemente

## Grundbausteine

### Elektrische Leitungen
- Leiterplatten
- Kabel, Koaxialkabel
- Streifenleitung
- Lecher-Leitung
- Supraleiter
- Wellenleiter
  - Hohlleiter
  - Bestandteile von Antennen (Antennenelemente)
  - Goubau-Leitung
  - Zirkulator

### Elektromechanische Bauelemente

#### Bauelemente zum Trennen und Verbinden von Leitungen
- Einphasen-Haushaltsstecksysteme
- Ein- und Mehrphasen-Niederspannungssysteme
- Kleinspannungsstecker
- Labor-Steckverbinder
- Audio-Steckverbinder
- Videosignal-Steckverbinder
- Hochfrequenz-Steckverbinder
- Daten-Steckverbinder
- Telefon-Steckverbinder
- LWL-Steckverbinder

#### Bauelemente für die Stromversorgung
- Schalter
- Relais, Schütz
- Leitungsschutzschalter, Motorschutzschalter
- Nulldurchgangsschalter
- Nullspannungsschalter
- Reed-Relais

#### Bauelemente für die Frequenzerzeugung
- Schwingquarze
- Keramikresonatoren
- Quarzoszillatoren, (PXO, Quarzofen, TCXO, VXO, VCXO, DTCXO)
- AOW-Oszillatoren
- AOW-Filter
- Keramikfilter

#### MEMS-Bauelemente
- Inertialsensoren (IMU)
  - MEMS-Drehratensensor
  - MEMS-Gyroskope
  - MEMS-Beschleunigungssensoren  für Airbags
  - MEMS-Drucksensoren  für Reifendruckmessung und Blutdruckmessung
- Mikrofluidik
  - Microdispensers (Dosierpumpen)
  - MEMS-Lab-on-a-Chip für In vitro diagnostics (IVD)
  - MEMS-Bubble-Jet-Druckköpfe
- Optische MEMS-Aktoren
  - MEMS-Optischer Schalter (Optical switch)
  - MEMS-Projektions-Systeme (Mikrospiegelaktor)
  - MEMS-Interferometric modulator display (digitale Displays)
- MEMS-Oszillatoren
- Rundfunk-MEMS (RF MEMS)
- MEMS-Mikrofone für Smartphones, Headsets, Hörgeräte oder Digitalkameras
- MEMS-Ultraschallwandler
- Pyroelektrische MEMS-Sensoren (PIR)
- Mikrobolometer

### Passive Bauelemente
- Widerstand
  - Festwiderstände
    - Dünnschichtwiderstand
    - Dickschichtwiderstand
    - Heizwiderstand

  - Nichtlineare Widerstände
    - Temperaturabhängige Widerstände
      - Kaltleiter (PTC)
      - Platin-Messwiderstand
      - Heißleiter (NTC)

    - Fotowiderstand – lichtabhängiger Widerstand
    - Spannungsabhängige Widerstände
      - Varistor – spannungsabhängiger Widerstand

  - Variable Widerstände
    - Potentiometer – mechanisch einstellbarer Widerstand
- Kondensatoren
  - Festkondensatoren
    - Keramikkondensator
    - Kunststoff-Folienkondensator
    - Elektrolytkondensator
      - Aluminium-Elektrolytkondensator
      - Tantal-Elektrolytkondensator
      - Niob-Elektrolytkondensator
      - Polymer-Elektrolytkondensator

    - Superkondensator (Doppelschichtkondensator)
      - Lithium-Ionen-Kondensator

    - Glimmerkondensator
    - Vakuumkondensator

  - Leistungskondensatoren
  - Variable Kondensatoren, (Trimmkondensator, Drehkondensator)
- Induktive Bauelemente
  - Induktivität (Bauelement),
    - Chipinduktivität, Mikroinduktivität
    - Spule (Elektrotechnik),
    - Luftspule, Toroidspule, Zündspule, Schwingspule, Tauchspule, Helmholtz-Spule
    - Drossel (Elektrotechnik)

  - Transformatoren
    - Streufeldtransformator
    - Übertrager
    - Balun

  - Magnete
- Sonstige passive Bauelemente
  - Gasableiter, Funkenstrecke (Schutzelemente vor Überspannung)
  - elektrische Lampen und Strahlungsquellen
    - Gasentladungslampen
      - Leuchtstofflampe
      - Metalldampflampe

    - Glühlampen

  - Memristor

#### Energiequellen im engeren Sinn
- Galvanische Zelle, galvanisches Element
- Brennstoffzelle
- Elektrischer Generator
- Solarzelle
- Peltier-Element als thermoelektrischer Generator
- Daniell-Element, eine spezielle galvanische Zelle

### Aktive Bauelemente

#### Röhren
- Nullode, elektrodenlose Gasentladungsröhre
- Röhrendiode, Zweipolröhre
- Triodenröhre, die einfachste Verstärkerröhre (Anode, Gitter, Kathode)
- Tetrode – Röhre mit zwei Gittern
- Pentode – Röhre mit drei Gittern (Schirm-, Steuer- und Bremsgitter)
- Hexode – Röhre mit vier Gittern (Steuer- und Bremsgitter, zwei Schirmgitter)
- Braun’sche Röhre: Kathodenstrahlröhre
- Röntgenröhre
- Klystron
- Krytron
- Magnetron
- Sekundärelektronenvervielfacher
- Photomultiplier
- Thyratron
- Excitron
- Ignitron
- Senditron
- Quecksilberdampfgleichrichter
- Verbundröhre
- Abstimmanzeigeröhre
- Nixie-Röhre – Röhre zur Darstellung verschiedener Zeichen (Ziffern)

#### DiskreteHalbleiterundLeistungshalbleiter
- Dioden (außer Optoelektronik)
  - Avalanche-Diode
  - Backward-Diode
  - Gleichrichter
  - Kapazitätsdiode
  - Schottky-Diode
  - Suppressordiode
  - Tunneldiode
  - Zener-Diode (auch Z-Diode oder Begrenzerdiode)
  - Gunndioden
- Transistoren
  - Transistoren, die auf einem Potentialeffekt basieren:
    - Bipolare Transistoren
      - Bipolartransistor (engl. bipolar junction transistor, BJT)
        - Spitzentransistor (engl. point-contact transistor)
        - Darlington-Transistor (engl. Darlington transistor bzw. Darlington amplifier)
        - gezogener Transistor (auch „Wachstumstransistor“, engl. grown-junction transistor)[1]
        - Legierungstransistor (engl. alloy junction transistor)
          - Mikrolegierungstransistor (engl. micro-alloy transistor, MAT)
          - Drifttransistor (engl. drift transistor), auch: (drift-field transistor, DFT) oder (graded-base transistor)

        - Oberflächensperrschichttransistor (engl. surface barrier transistor)
          - MAD-Transistor (engl. micro-alloy diffused transistor, MADT)

        - Diffusionstransistor (engl. diffusion transistor), durch Diffusion eingebrachte Dotierungen, sowohl bei BJT als auch FET****** PAD-Transistor (engl. post-alloy diffused transistor, PADT)
          - Mesatransistor (engl. mesa transistor)

        - Schottky-Transistor (engl. schottky transistor)
        - „Transistor mit diffundierter Basis“ (engl. diffused base transistor)
        - Bipolarer Leistungstransistor (engl. bipolar power transistor)
          - Bipolartransistor mit isolierter Gate-Elektrode (engl. insulated-gate bipolar transistor, IGBT)

      - heterojunction bipolar transistor (HBT bzw. HBJT)
      - double-heterojunction bipolar transistor (DHBT)
      - tunneling-emitter bipolar transistor
      - Lawinentransistor (engl. avalanche transistor), eigentlich (engl. avalanche bipolar transistor) (ABT)
        - V-groove insulated-gate avalanche transistor (VIGAT)

    - tunneling hot-electron-transfer amplifier (THETA)
      - metal-base transistor
        - metal-insulator-metal-insulator-metal (MIMIM) transistor
          - metal-oxide metal-oxide-metal (MOMOM) transistor

        - metal-insulator-metal-semiconductor (MIMS) transistor
          - metal-oxide-metal-semiconductor (MOMS) transistor

        - semiconductor-metal-semiconductor transistor (SMST) transistor
        - metal-insulator-p-n (MIp-n) transistor
          - metal-oxide-p-n (Mop-n) transistor

      - hot-electron-transistor (THETA)

    - planar-doped-barrier transistor
      - camel transistor
      - field-effect hot-electron transistor

    - real-space-transfer transistor (RSTT),
      - negative-resistance field-effect transistor (NERFET),
      - charge-injection transistor (CHINT)

    - bipolar inversion-channel field-effect transistor (BICFET).
      - bulk-barrier transistor, bulk unipolar transistor

    - heterojunction hot-electron transistor
    - induced-base transistor
    - resonant-tunneling hot-electron transistor (RHET)
    - quantum-well-base resonant-tunneling transistor (QWBRTT)
    - Multiemitter-Transistor
    - Spacistor
    - tunnel-emitter transistor (TETRAN)
    - inversion-base bipolar transistor
      - surface-oxide transistor

    - resonant-tunneling bipolar transistor (RTBTIRBT)

  - Feldeffekttransistor (engl. field-effect transistor, FET): Transistoren, die auf einem Feldeffekt basieren
    - Feldeffekttransistor ohne isoliertes Gate (engl. non insulated gate field-effect transistor, NIGFET)
      - Sperrschicht-Feldeffekttransistor (engl. junction field-effect transistor, JFET)
        - V-groove field-effect transistor (VFET)

      - Metall-Halbleiter-Feldeffekttransistor (engl. metal semiconductor field-effect transistor, MESFET)
        - planar-doped field-effect transistor
          - delta-doped field-effect transistor (δFET)[2]
          - pulse-doped field-effect transistor [3]

    - Isolierschicht-Feldeffekttransistor (engl. insulated gate field-effect transistor, IGFET)
      - Metall-Isolator-Halbleiter-Feldeffekttransistor (engl. metal insulator semiconductur field-effect transistor, MISFET)
        - Metall-Oxid-Halbleiter-Feldeffekttransistor (engl. metal oxide semiconductur field-effect transistor, MOSFET)
        - Floating-Gate-Transistor (engl. floating-gate transistor)
        - Organischer Feldeffekttransistor (engl. organic field-effect transistor, OFET)
        - Dünnschichttransistor (engl. thin film transistor, TFT)
        - metal-oxide-semiconductor transistor (MOST)
        - Double-diffused metal-oxide-semiconductor (DMOS) transistor
        - Hexagonal field-effect transistor (HEXFET)
        - V-groove (or vertical) metal-oxide-semiconductor (VMOS) transistor
        - U-groove metal-oxide-semiconductor (UMOS) transistor
        - Gate-controlled diode
        - Multigate-Feldeffekttransistoren (engl. Multiple gate device field-effect transistor)
          - FinFET
          - (engl. dual gate field-effect transistor)
          - (engl. Trigate transistors)
          - (engl. Tetrode transistor)
          - (engl. Pentode transistor)

        - Leistungs-MOSFET
        - Kohlenstoff-Nanoröhren-Feldeffekttransistor

      - fast-recovery epitaxial diode field-effect transistor (FREDFET) auch fast-reverse epitaxial diode field-effect transistor
      - Umgebungsgesteuerte Feldeffekttransistoren
        - Ionensensitiver Feldeffekttransistor (engl. ion-sensitive field effect transistor, ISFET)
        - electrolyte-oxide-semiconductor field-effect transistor (EOSFET)
        - deoxyribonucleic acid field-effect transistor (DNAFET)
        - Fototransistor (engl. photo transistor)
        - Enzym-Feldeffekttransistor (engl. enzyme field-effect transistor, ENFET)
        - pressure-sensitive field-effect transistor (PRESSFET)
        - Radiation sensing field-effect transistor (RADFET)

    - modulation-doped field-effect transistor (MODFET),
auch bekannt als: high-electron-mobility transistor (HEMT), two-dimensional electron-gas field-effect transistor(TEGFET), selectively-doped heterojunction transistor (SDHT) oder heterojunction field-effect transistor (HFET)
      - inverted heterojunction field-effect transistor (inverted MODFET)
      - planar-doped (delta-doped, pulse-doped) heterojunction field-effect transistor
      - single-quantum-well heterojunction field-effect transistor, double-heterojunction field-effect transistor (DHFET)
      - superlattice heterojunction field-effect transistor
      - pseudomorphic heterojunction field-effect transistor (PMHFET)
      - heterojunction insulated-gate field-effect transistor (HIGFET)
      - semiconductor-insulator-semiconductor field-effect transistor (SISFET)
      - doped-channel heterojunction field-effect transistor

    - permeable-base transistor (PBT)
    - static-induction transistor (SIT)
      - analog transistor (konzentrisch aufgebauter Transistor mit Eigenschaften ähnlich einer Elektronenröhre, siehe auch Spacitor)
      - multi-channel field-effect transistor (McFET)
      - gridistor [4]
      - bipolar-mode static-induction transistor (BSIT)
      - depleted-base transistor (DBT)

    - lateral resonant-tunneling field-effect transistor (LRTFET)[5]
    - Stark-effect transistor
    - velocity-modulation transistor (VMT).

  - Weitere Transistortypen:
    - Diffusionstransistor (engl. diffusion transistor), durch Diffusion eingebrachte Dotierungen, sowohl bei BJT als auch FET
    - Einzelelektronentransistor (engl. single-electron transistor, SET)
    - Leistungstransistor
      - bipolarer Leistungstransistor (Power BJT)
      - Leistungsfeldeffekttransistor (Power MOSFET)

    - Unijunction-Transistor (engl. unijunction transistor, UJT)
    - Spin-Transistor (engl. spin field-effekt transistor, Spin-FET)
    - nanofluidic transistor
    - Atomarer Transistor
    - ballistic transistor
    - Y-Transistor
- Vierschicht-Bauelemente
  - Thyristor
    - Gate-Turn-Off-Thyristor (GTO)
- Diac
- Triac
- Halbleiter mit speziellen Eigenschaften
  - Magnetdiode
  - Piezoelemente
  - Peltier-Element

#### Integrierte Schaltkreise(ICs)
- Nach Geschäftsmodell:
  - ASIC
  - ASSP
  - Standardbausteine, siehe beispielsweise Commercial off-the-shelf
- Nach der Komplexität:
  - SSI, MSI, LSI, VLSI etc. (siehe Integrationsgrad)
  - System-on-a-Chip
- Nach Funktion:
  - ROM, PROM (nur lesbare Speicher)
  - RAM (DRAM, SRAM), EPROM, EEPROM, Flash-EPROM (les- und beschreibbare Speicher)
  - Mikrocontroller, Mikroprozessor (CPU), Digitaler Signalprozessor (DSP)
  - Gleitkommaeinheit, Memory Management Unit (MMU)
  - Grafikprozessor
  - Chipsatz
  - Generic Array Logic (GAL), Programmable Array Logic (PAL), Field Programmable Gate Array (FPGA)
  - Logikgatter, Gate Array
  - Operationsverstärker
  - Spannungsregler, Schaltregler
  - Digital-Analog-Umsetzer, Analog-Digital-Umsetzer
  - Multiplexer

#### Optoelektronische Bauelemente
- Laserdiode
- Leuchtdiode
- Lichtschranke
- Photohalbleiter
  - Fotowiderstand
  - Halbleiter-Strahlungsdetektoren
  - Photoelemente
    - Silizium-Photodiode, pin-Diode, Avalanche-Photodiode
    - Solarzelle
    - Selen-Photoelement

  - Fototransistor
  - Fotothyristor (Optothyristor)
  - Optokoppler, Solid-state-Relais
  - CCD-Sensoren, CMOS-Sensoren, Bildsensor
  - Lichtwellenleiter (LWL)
  - Dünnschichttransistor (TFT)
  - OLED

### Aktoren
- Digital Micromirror Device, siehe Mikrospiegelaktor
- Grating Light Valve
- Elektromagnet
- Elektromotor
  - Drehstrom-Synchronmaschine
  - Drehstrom-Asynchronmaschine
  - Gleichstrommaschine
- Lautsprecher
- Flüssigkristallbildschirm (LCD)
- diverse Bauteile, die den Piezoeffekt verwenden

### Sensoren
(außer Photohalbleiter)
- Hall-Sensor
- Feldplatte
- SQUID
- Mikrofon
- Thermoelement
- NAMUR-Sensoren
- diverse Bauelemente, die den Piezoeffekt verwenden
- diverse Bauelemente, die das Kondensatorprinzip verwenden
- Lambdasonde
- Glaselektrode

## Module, Systeme
- Regler
  - Analogregler, PID-Regler
  - Digitalregler, Fuzzy-Regler
- Speicherprogrammierbare Steuerung (SPS)
- Verstärker
- Sender
- Empfänger
- Filter
- Gyrator
- Wechselrichter